# Disraeli (freguesia)
| Disraeli                     |                        |
| Eglise de Disraeli.jpg       |                        |
| Coordenadas: 45°55'N 71°22'W |                        |
| Província                    | Quebec                 |
| Região administrativa        | Chaudière-Appalaches   |
| Incorporado em               | 1 de janeiro de 1883   |
| Prefeito                     | André Gosselin         |
| Código postal                | G0N 1E0                |
|                              |                        |
| Área                         |                        |
| - Cidade                     | 93,88 km², 36,2 mi²    |
| Fuso horário                 | UTC -5                 |
| População (2006)             |                        |
| - Cidade                     | 1.022                  |
| - Densidade                  | 12 hab/km², 30 hab/mi² |

Disraeli é uma frequesia canadense do conselho  municipal regional de Les Appalaches, Quebec, localizada na região administrativa de Chaudière-Appalaches. Em sua área de pouco mais de 93 km2, habitam cerca de mil pessoas.